# Billy Cox

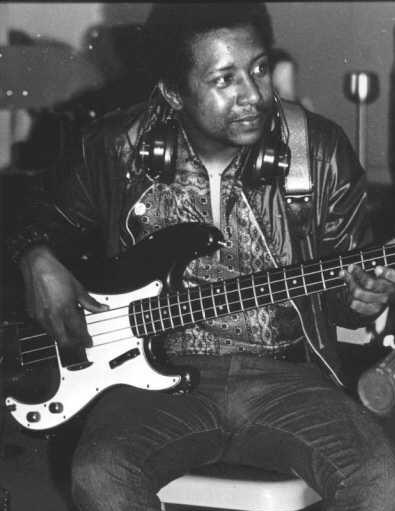
Billy Cox

Billy Cox (West Virginia, 18 oktober 1941) is een Amerikaans basgitarist die vooral bekend werd als een van de twee basgitaristen die gitarist Jimi Hendrix heeft begeleid tijdens diens korte carrière als rockster.
De andere basgitarist, Noel Redding, is bekender, omdat hij op de belangrijkste platen van Hendrix meespeelde, maar Billy Cox kende Hendrix eerder en heeft langer met hem gespeeld.
Cox leerde Hendrix kennen in 1961, in de periode dat beiden dienden in het Amerikaanse leger en gestationeerd waren in Fort Campbell, Kentucky. Cox was onder de indruk van gitaarspel dat hij hoorde in de 'Service Club' op de basis; het bleek Hendrix. Dit leidde ertoe dat beiden samen gingen spelen. Nadat zij ongeveer tegelijkertijd de militaire dienst verlieten vormden ze de R&B-act de 'King Kasuals', waarmee ze regelmatig optraden in het zwarte clubcircuit in het Zuiden.
Halverwege de jaren zestig besloot Hendrix zijn geluk in New York te beproeven, waar hij werd ontdekt door ex-Animals-basgitarist Chas Chandler. Billy Cox ging niet in op een uitnodiging van Jimi Hendrix om samen in Engeland een band te beginnen. Hendrix vormde daarop met Noel Redding en drummer Mitch Mitchell de Jimi Hendrix Experience waarmee hij in korte tijd een wereldster werd.
In 1969 had Hendrix genoeg van de muzikale richting waarin de roem hem dwong en ontbond de Experience. Zijn eerste keus als nieuwe basgitarist was zijn oude maat Billy Cox, die nu wel belangstelling had. Na enig experimenteren met grotere bezettingen besloot Hendrix toch weer met een trio verder te gaan, met Cox en drummer Buddy Miles, onder de naam Band of Gypsys. Nadat Miles de band al snel weer had verlaten, kwam oudgediende Mitch Mitchell terug. Het trio zette zich aan het vaak uitgestelde vierde studio-album en trad regelmatig op in de zomer van 1970 op festivals in de VS en Europa. Door het overlijden van Hendrix op 18 september 1970 kwam daaraan abrupt een einde.
In de jaren daarna deed Billy Cox sessiewerk en speelde onder andere bij de Charlie Daniels Band en de als eerbetoon aan Hendrix opgezette Gypsy Sun Experience.
In 2009 werd hij opgenomen in de Musicians Hall of Fame.
- Bibsys: 4028061
- Bibliothèque nationale de France: cb13947760f (data)
- Gemeinsame Normdatei: 13435172X
- International Standard Name Identifier: 0000 0000 5515 3654
- Library of Congress Control Number: no91026327
- MusicBrainz: feca85d7-d578-444d-a0d5-b33de1cb1871
- Nationale Bibliotheek van Tsjechië: xx0036733
- Nationale Bibliotheek van Israël: 987007404104205171
- Réseau des bibliothèques de Suisse occidentale: 02-A003141490
- SNAC: w6qr8fdq
- Système universitaire de documentation: 162050488
- Virtual International Authority File: 2662121
- WorldCat: E39PBJrRfQ9t7wVFrxqpW7WVYP